# Mauro Colombini
Mauro Colombini (Lucca, 18 luglio 1948) è un ex calciatore italiano, di ruolo attaccante.

## Carriera
Ala destra cresciuta nella Lucchese, debutta con i toscani in Serie D giocandovi per due stagioni. Dopo un anno al Siena in cui non scende in campo, torna alla Lucchese nel frattempo approdata in Serie C.
Nel 1970 debutta in Serie B con la maglia del Cesena, e l'anno successivo passa all'Ascoli dove ottiene una doppia promozione, dapprima in Serie B nel 1971-1972 e dopo due anni in Serie A al termine del campionato di Serie B 1973-1974.
Al termine della stagione passa al Modena, con cui vince il campionato di Serie C 1974-1975 e gioca per altre due stagioni in Serie B. Termina la carriera al Prato in Serie C ed infine al Modena in Serie C1.
Conta complessivamente 98 presenze e 6 reti in cinque campionati di Serie B giocati con le maglie di Cesena, Ascoli e Modena.

## Palmarès

### Competizioni nazionali
- Campionato italiano Serie C: 2

Ascoli: 1971-1972 (girone B)
Modena: 1974-1975 (girone B)